# Wierność kwiatowa
Wierność kwiatowa – tendencja do odwiedzania przez owada takich samych kwiatów (gatunku lub nawet jednej z jego form barwnych) mimo dostępności innych.

## Wierność kwiatowa pszczół
Samice pszczół zbierające pokarm dla potomstwa (pyłek i nektar kwiatowy) nie odwiedzają wszystkich dostępnych w danym siedlisku kwiatów, ale mogą czasowo ograniczać się do zbierania pokarmu tylko z wybranego typu kwiatów. Zbieranie pokarmu z danego gatunku czy formy może trwać przez część lotu po pokarm (po czym pszczoła zmienia rodzaj odwiedzanych kwiatów) lub dłużej. Zjawisko wierności kwiatowej nie jest tożsame ze specjalizacją pokarmową, gdzie samice również zawężają wybór odwiedzanych kwiatów, jednak te same preferencje są specyficzne gatunkowo i utrzymują się przez całe życie. Wierność kwiatową wykazują również gatunki polilektyczne, np. pszczoła miodna. Uważa się, że czasowa specjalizacja w określonym typie kwiatu pozwala pszczole na bardziej efektywne żerowanie, dzięki temu, że pszczoła odwiedza te kwiaty, w których wcześniej znalazła wartościowy pokarm lub nauczyła się efektywnie pozyskiwać z nich pyłek i nektar.

## Znaczenie wierności kwiatowej
Zjawisko wierności kwiatowej było znane ludziom już co najmniej od ok. 350 r. p.n.e., kiedy to zostało ono opisane przez Arystotelesa u pszczoły miodnej. Ponieważ skuteczne zapylenie wymaga przeniesienia pyłku między roślinami tego samego gatunku, wierność kwiatowa zwiększa efektywność wykazujących ją pszczół jako zapylaczy. Dzięki temu, że pszczoła odwiedza kolejno kilka roślin tego samego gatunku, zwiększają się szanse przeniesienia między nimi pyłku. W pszczelarstwie wierność kwiatowa jest cechą pozwalającą na uzyskanie miodów powstałych głównie z nektaru jednego gatunku rośliny.

## Wierność kwiatowa u innych owadów
Nie tylko pszczoły wykazują wierność kwiatową. Była ona opisywana u szeregu innych owadów odwiedzających kwiaty, np. bzygów czy motyli, i wydaje się być rozpowszechnionym zjawiskiem wśród owadów zapylających.